# Biwia yodoensis
Biwia yodoensis és una espècie de peix pertanyent a la família dels ciprínids i a l'ordre dels cipriniformes.

## Descripció
Es distingeix de Biwia zezera per la vora de l'aleta dorsal (lleugerament convexa vs. còncava i el marge dentat en el cas dels mascles), la vora posterior de l'aleta caudal (relativament poc bifurcada vs. força), un menor nombre d'escates a la línia lateral (34-35 vs. 36-38) i el nombre total de vèrtebres (34-35 vs. 36-38). Es diferencia de la coreana Biwia springeri per l'absència de barbetes sensorials (vs. presència) i pels seus llavis molt fins (vs. carnosos).

## Hàbitat i distribució geogràfica
És un peix d'aigua dolça, bentopelàgic i de clima subtropical, el qual viu al Japó: és un endemisme de la conca del llac Biwa i del riu Yodo.

## Observacions
És inofensiu per als humans i el seu índex de vulnerabilitat és baix (12 de 100).